# 류큐 제도
류큐 제도(琉球諸島 류큐쇼토[*])는 일본 난세이 제도의 일부로, 정의는 다음과 같이 나뉜다.
1. 아마미 군도, 오키나와 제도, 미야코 열도, 야에야마 열도의 총체
2. 2011년 5월 26일에 개최된 지명 등의 통일에 관한 연락 협의회 (제73회)에 근거하는 결정 지명 - 다이토 제도를 제외한 오키나와현 전역

상기한 바와 같이, 2011년에 일본의 공적 기관이 새로운 정의를 내렸기 때문에 과거 문맥에서는 용법이 모호할 수 있다.